# André Negrão
André Negrão (Campinas, São Paulo, 17 de junio de 1992) es un piloto automovilismo brasileño. Fue piloto de Alpine en el Campeonato Mundial de Resistencia de la FIA entre 2017 y 2023, ganando el campeonato de LMP2 en la temporada 2018-19.

## Carrera
Proveniente de una familia relacionada con las carreras, André comenzó a competir a los 12 años. En 2006, Negrão fue subcampeón nacional júnior de karting.
En 2008, debutó en monoplazas en la Copa de Europa Occidental de Fórmula Renault 2.0. En los dos años siguientes, compitió en varios campeonatos de Fórmula Renault 2.0, Fórmula 3 y Fórmula Abarth. En 2011, debutó en la Fórmula Renault 3.5 Series con el equipo International Draco Racing. Se mantuvo en esta categoría por tres temporadas, logrando dos podios y una pole position.
Negrão se trasladó a la GP2 Series con Arden International y participó en las temporadas 2014 y 2015. Al año siguiente, viajó a Estados Unidos a competir en la Indy Lights, donde finalizó el campeonato en el séptimo puesto con cinco podios.
En 2017, hizo su debut en las carreras de resistencia al ser contratado por el equipo Signatech Alpine Matmut de la clase LMP2 del Campeonato Mundial de Resistencia. Compartió vehículo con Nicolas Lapierre y Gustavo Menezes, entre otros. Logró su primera victoria personal desde los karts ese año en el Circuito de las Américas, al vencer en la clase LMP2 junto a Lapierre y Menezes.
En la temporada 2018-19, Negrão compartió conducción con Nicolas Lapierre y Pierre Thiriet. Lograron ganar ambas ediciones de las 24 Horas de Le Mans (en LMP2) que fueron parte de esa temporada y se adjudicaron el campeonato habiendo finalizado en podio en todas las carreras.
Para 2021, Alpine tomó el Rebellion R13 de LMP1 como base para construir un vehículo para la nueva clase Le Mans Hypercar, la principal del campeonato. Negrão condujo el Alpine A480 con Nicolas Lapierre y Matthieu Vaxivière. En 2022, lograron vencer en las 1000 Millas de Sebring y las 6 Horas de Monza delante de Toyota, y fueron subcampeones mundiales.
En 2023, Alpine volvió a LMP2, pero el coche de Negrão no obtuvo resultados destacados.

## Resumen de carrera
| Temporada | Categoría                                              | Equipo                       | Carreras | Victorias | Poles | VR | Podios | Puntos | Pos. |
| --------- | ------------------------------------------------------ | ---------------------------- | -------- | --------- | ----- | -- | ------ | ------ | ---- |
| 2008      | Fórmula Renault 2.0 WEC                                | Epsilon Sport Team           | 3        | 0         | 0     | 0  | 0      | 0      | 51.º |
| 2008      | Fórmula Renault 2.0 Portuguesa - Series de Invierno    | Epsilon Sport Team           | 4        | 0         | 0     | 0  | 1      | 20     | 3.º  |
| 2009      | Fórmula Renault 2.0 Italiana                           | Cram Competition             | 4        | 0         | 0     | 0  | 0      | 66     | 15.º |
| 2009      | Fórmula Renault 2.0 Suiza                              | Cram Competition             | 4        | 0         | 0     | 0  | 0      | 36     | 15.º |
| 2009      | Fórmula 3 Sudamericana                                 | Kemba Racing                 | 3        | 0         | 0     | 0  | 0      | 4      | 12.º |
| 2010      | Eurocopa de Fórmula Renault 2.0                        | Cram Competition             | 16       | 0         | 1     | 0  | 1      | 25     | 13.º |
| 2010      | Fórmula Renault 2.0 NEC                                | Cram Competition             | 2        | 0         | 0     | 0  | 1      | 36     | 23.º |
| 2010      | Fórmula Abarth                                         | Cram Competition             | 4        | 0         | 0     | 0  | 1      | 23     | 14.º |
| 2010      | Fórmula Renault 2.0 Británica                          | Cram Competition             | 2        | 0         | 0     | 0  | 0      | 8      | 32.º |
| 2010      | Fórmula 3 Brasil Open                                  | Cesário Fórmula              | 1        | 0         | 1     | 0  | 1      | N/A    | 2.º  |
| 2011      | Fórmula Renault 3.5 Series                             | International Draco Racing   | 14       | 0         | 0     | 0  | 0      | 20     | 20.º |
| 2012      | Fórmula Renault 3.5 Series                             | International Draco Racing   | 17       | 0         | 0     | 0  | 1      | 36     | 15.º |
| 2012      | Fórmula 3 Brasil Open                                  | Hitech Racing Brazil         | 1        | 0         | 0     | 0  | 1      | N/A    | 2.º  |
| 2013      | Fórmula Renault 3.5 Series                             | International Draco Racing   | 17       | 0         | 1     | 0  | 1      | 51     | 10.º |
| 2014      | GP2 Series                                             | Arden International          | 20       | 0         | 0     | 0  | 0      | 31     | 12.º |
| 2015      | GP2 Series                                             | Arden International          | 21       | 0         | 0     | 0  | 0      | 5      | 20.º |
| 2015      | Fórmula Renault 3.5 Series                             | International Draco Racing   | 4        | 0         | 0     | 0  | 0      | 4      | 21.º |
| 2016      | Indy Lights                                            | Schmidt Peterson Motorsports | 18       | 0         | 0     | 0  | 5      | 268    | 7.º  |
| 2017      | Campeonato Mundial de Resistencia de la FIA - LMP2     | Signatech Alpine Matmut      | 8        | 1         | 3     | 0  | 5      | 132    | 5.º  |
| 2018      | European Le Mans Series - LMP2                         | Signatech Alpine Matmut      | 1        | 0         | 0     | 0  | 0      | 10     | 18.º |
| 2018-19   | Campeonato Mundial de Resistencia de la FIA - LMP2     | Signatech Alpine Matmut      | 8        | 1         | 1     | 0  | 8      | 181    | 1.º  |
| 2019-20   | Campeonato Mundial de Resistencia de la FIA - LMP2     | Signatech Alpine Elf         | 8        | 0         | 0     | 0  | 2      | 109    | 8.º  |
| 2020      | European Le Mans Series - LMP2                         | Richard Mille Racing Team    | 2        | 0         | 0     | 0  | 0      | 18     | 14.º |
| 2020      | Alpine Elf Europa Cup                                  | Racing Technology            | 2        | 0         | 0     | 0  | 0      | 0      | NC   |
| 2021      | Campeonato Mundial de Resistencia de la FIA - Hypercar | Alpine Elf Matmut            | 6        | 0         | 1     | 0  | 6      | 128    | 3.º  |
| 2022      | Campeonato Mundial de Resistencia de la FIA - Hypercar | Alpine Elf Matmut            | 6        | 2         | 1     | 0  | 5      | 144    | 2.º  |
| 2023      | Campeonato Mundial de Resistencia de la FIA - LMP2     | Alpine Elf Matmut            | 7        | 0         | 0     | 0  | 0      | 23     | 18.º |
| Fuente:   |                                                        |                              |          |           |       |    |        |        |      |

## Resultados

### Fórmula Renault 3.5 Series
(Clave) (negrita indica pole position) (cursiva indica vuelta rápida)

| Año     | Equipo                     | 1        | 2        | 3         | 4        | 5        | 6        | 7         | 8        | 9        | 10        | 11        | 12        | 13        | 14        | 15        | 16        | 17        | Pos. | Puntos |
| ------- | -------------------------- | -------- | -------- | --------- | -------- | -------- | -------- | --------- | -------- | -------- | --------- | --------- | --------- | --------- | --------- | --------- | --------- | --------- | ---- | ------ |
| 2011    | International Draco Racing | ALC 1 14 | ALC 2 9  | SPA 1 DNS | SPA 2 11 | MNZ 1 10 | MNZ 2 10 | MON 1 Ret | NÜR 1 6  | NÜR 2 12 | HUN 1 20  | HUN 2 Ret | SIL 1 Ret | SIL 2 16  | LEC 1 15  | LEC 2 6   | CAT 1     | CAT 2     | 20.º | 20     |
| 2012    | International Draco Racing | ALC 1 8  | ALC 2 10 | MON 1 Ret | SPA 1 12 | SPA 2 12 | NÜR 1 19 | NÜR 2 3   | MSC 1 13 | MSC 2 4  | SIL 1 Ret | SIL 2 16  | HUN 1 15  | HUN 2 Ret | LEC 1 Ret | LEC 2 22  | CAT 1 14  | CAT 2 8   | 15.º | 36     |
| 2013    | International Draco Racing | MNZ 1 11 | MNZ 2 13 | ALC 1 Ret | ALC 2 8  | MON 1 12 | SPA 1 7  | SPA 2 Ret | MSC 1 7  | MSC 2 6  | RBR 1 9   | RBR 2 11  | HUN 1 21† | HUN 2 6   | LEC 1 3   | LEC 2 11  | CAT 1 Ret | CAT 2 Ret | 10.º | 51     |
| 2015    | International Draco Racing | ALC 1    | ALC 2    | MON 1     | SPA 1    | SPA 2    | HUN 1    | HUN 2     | RBR 1    | RBR 2    | SIL 1     | SIL 2     | NÜR 1     | NÜR 2     | BUG 1 12  | BUG 2 Ret | JER 1 8   | JER 2 12  | 21.º | 4      |
| Fuente: |                            |          |          |           |          |          |          |           |          |          |           |           |           |           |           |           |           |           |      |        |

### GP2 Series
(Clave) (negrita indica pole position) (cursiva indica vuelta rápida puntuable)

| Año  | Escudería           | 1   | 1   | 2   | 2   | 3   | 3   | 4   | 4   | 5   | 5   | 6   | 6   | 7   | 7   | 8   | 8   | 9   | 9   | 10  | 10  | 11  | 11  | Pos. | Puntos | Ref.   |
| ---- | ------------------- | --- | --- | --- | --- | --- | --- | --- | --- | --- | --- | --- | --- | --- | --- | --- | --- | --- | --- | --- | --- | --- | --- | ---- | ------ | ------ |
| 2014 | Arden International | SAK | SAK | BAR | BAR | MON | MON | SPI | SPI | SIL | SIL | HOC | HOC | BUD | BUD | SPA | SPA | MNZ | MNZ | SOC | SOC | YMC | YMC | 12.º | 31     | [ 10 ] |
| 2014 | Arden International | 20  | 18  |     |     | Ret | 15  | 16  | 14  | 20  | 16  | 18  | 21  | 15  | Ret | 9   | 8   | 5   | 5   | 6   | 6   | Ret | 24  | 12.º | 31     | [ 10 ] |
| 2015 | Arden International | SAK | SAK | BAR | BAR | MON | MON | SPI | SPI | SIL | SIL | BUD | BUD | SPA | SPA | MNZ | MNZ | SOC | SOC | SAK | SAK | YMC | YMC | 20.º | 5      | [ 11 ] |
| 2015 | Arden International | 9   | 8   | 23† | 21  | 21  | 17  | 16  | 21  | 20  | 15  | 20  | 21  | 20  | 14  | 14  | 18  | 15  | 11  | 17  | 20  | 9   | C   | 20.º | 5      | [ 11 ] |

### 24 Horas de Le Mans
| Año     | Equipo                  | Copilotos                           | Automóvil          | Clase    | Vueltas | Pos. | Pos. Clase |
| ------- | ----------------------- | ----------------------------------- | ------------------ | -------- | ------- | ---- | ---------- |
| 2017    | Signatech Alpine Matmut | Nelson Panciatici Pierre Ragues     | Alpine A470-Gibson | LMP2     | 362     | 4.º  | 3.º        |
| 2018    | Signatech Alpine Matmut | Nicolas Lapierre Pierre Thiriet     | Alpine A470-Gibson | LMP2     | 367     | 5.º  | 1.º        |
| 2019    | Signatech Alpine Matmut | Nicolas Lapierre Pierre Thiriet     | Alpine A470-Gibson | LMP2     | 368     | 6.º  | 1.º        |
| 2020    | Signatech Alpine Elf    | Thomas Laurent Pierre Ragues        | Alpine A470-Gibson | LMP2     | 367     | 8.º  | 4.º        |
| 2021    | Alpine Elf Matmut       | Nicolas Lapierre Matthieu Vaxivière | Alpine A480-Gibson | Hypercar | 367     | 3.º  | 3.º        |
| 2022    | Alpine Elf Team         | Nicolas Lapierre Matthieu Vaxivière | Alpine A480-Gibson | Hypercar | 362     | 23.º | 5.º        |
| 2023    | Alpine Elf Team         | Olli Caldwell Memo Rojas            | Oreca 07-Gibson    | LMP2     | 322     | 19.º | 9.º        |
| Fuente: |                         |                                     |                    |          |         |      |            |